# Scoperto
Il termine scoperto viene utilizzato in campo economico, soprattutto nel contesto assicurativo-bancario, con diversi significati.

## Ambito bancario
In campo bancario, lo scoperto è la situazione in cui l'importo degli addebiti in conto corrente ecceda quello degli accrediti e il conto assume così un saldo debitore per il cliente. Ciò significa che la banca ha anticipato a quest'ultimo le somme necessarie ad eseguire pagamenti (verificandosi di conseguenza lo scoperto di conto). Ciò ha carattere episodico e necessita il pronto rimborso delle somme utilizzate a debito. Lo scoperto di conto va distinto dallo sconfinamento che ricorre quando il conto corrente sia assistito da un fido bancario.
Il fido rappresenta infatti una somma di denaro che la banca ha concesso al cliente e che questi può utilizzare liberamente e richiede la sottoscrizione di un apposito contratto che ne regola l'ammontare e le condizioni (ad esempio: tasso di interesse). L'utilizzo del conto oltre il limite di fido genera lo sconfinamento di conto.

## Ambito assicurativo
In campo assicurativo per scoperto (o scoperto di sicurtà detto anche franchigia) si intende quella parte di danno che resta a carico dell'assicurato. Può essere espresso in importo fisso (minimo o massimo scoperto) o in percentuale sull'entità del danno, ma è conoscibile solo dopo la quantificazione dell'evento dannoso, poiché ammonterebbe alla differenza tra l'ammontare dei danni coperti e quelli che non lo sono, poiché non è predeterminata a differenza della franchigia, la cui entità è fissata dalle compagnie assicurative, e quindi è conoscibile anche prima del verificarsi del danno.
In considerazione del fatto che il valore assoluto dello scoperto potrebbe raggiungere livelli molto importanti è consuetudine da parte delle compagnie assicurative di porre un limite massimo. Analogamente viene posto anche un limite minimo che permette di mantenere a carico dell'assicurato un valore congruo anche in caso di danni non particolarmente importanti. In ogni caso, il risultato che si vuole ottenere con l'applicazione di franchigie o scoperti è la diminuzione del costo medio del danno e/o della frequenza di danno.